# Ragip Ramaj
Ragip Ramaj (* 20. August 1953 in Donja Klina bei Srbica, Sozialistische Föderative Republik Jugoslawien) ist ein albanischer Journalist und Autor.

## Leben
Ragip Ramaj wuchs mit sieben Geschwistern (vier Brüder, drei Schwestern) in einer albanischen Großfamilie auf. Seine Eltern waren der Maurer Hysen Ramaj und dessen Ehefrau Sala. Ramaj las als Kind viel. Seine Kindheit verbrachte er mit Azeminja, der Tochter des albanischen Separatistenführers Azem Bejtë Galica, die in die Familie von Ragip eingeheiratet hatte. Er besuchte das Gymnasium in der Gemeinde Skënderaj, wurde hier jedoch wegen seiner Aktivitäten gegen den jugoslawischen Staat, die er mit seinen Brüdern durchführte, kurz vor dem Abitur suspendiert und musste aus der Region Drenica fliehen. Er wurde seit seinem 17. Lebensjahr mehrmals von der Polizei verhaftet, wie auch sein Bruder, der auf dem Weg zur Schule im Alter von 17 Jahren von der Polizei festgenommen worden war und fünf Jahre in Haft saß.
Nach seinem Literatur-Studium an der Universität Pristina arbeitete er für kurze Zeit als Lehrer für Literatur an einem Gymnasium in Lipljan, jedoch wurde er bald darauf als Journalist bei dem albanischen Radio- und Fernsehsender TVP eingestellt. Dort war er an Sendungen wie Ora televizive letrare, TV Akordiada, Takime me shkrimtar beteiligt. Zudem schrieb er für Zeitungen wie Rilindja, Zëri i Rinisë, Pionieri, Gazeta e Pioniereve, Flaka e Vëllazerimit, Gëzimi, Fatosi und andere.
Ramajs Sendungen und Texte zeugten von seinem ausgeprägten Patriotismus, mit dem er in einer Zeit der Einschränkung der albanischen Identität das nationale Bewusstsein seiner Leser und Zuschauer aufrechterhalten wollte. Er nahm an den Demonstrationen in Priština des Jahres 1968 sowie von 1981 bis 1990 teil. Zu dieser Zeit beteiligte er sich wiederkehrend an illegalen Aktivitäten gegen die serbisch dominierte jugoslawische Regierung. Er pflegte enge Beziehungen mit dem Gründer der marxistisch-leninistischen Nationalbewegung für die Befreiung des Kosovo (LKÇK), Jusuf Gërvalla, der 1982 in Untergruppenbach unter ungeklärten Umständen ermordet wurde.
Ramajs verlor seine Anstellung beim Sender TVP; albanische Zeitungen veröffentlichten seine Artikel nicht mehr. Im Herbst 1991 wurde er von der jugoslawischen Polizei verhaftet. Darauf hielt er sich bei Verwandten und Bekannten versteckt, bis er im April 1992 den Kosovo mit Frau und Kindern nach Deutschland verlassen konnte, wo er seine Aktivitäten fortsetzte. Hier und in anderen Ländern Europas nahm er an weiteren Demonstrationen und Veranstaltungen teil.
Ramaj gründete den deutsch-albanischen Verein Doruntina e.V., veröffentlichte 1996 die erste Ausgabe der gleichnamigen Kinderzeitschrift „Doruntina“ und gründete wenige Jahre später einen Verlag gleichen Namens. Seit der Beendigung des Kosovokrieges 1999 ist er als Auslandskorrespondent mit Berichten über die albanische Diaspora für den Sender Radio Televizioni i Kosovës tätig.

## Veröffentlichungen
Ramaj veröffentlichte etwa 40 zweisprachige Bücher, zur Förderung der deutsch-albanischen kulturellen Beziehungen. Er gab zwei Gedichtbände mit Sammlungen von albanischen Kindergedichten mit den Titeln Cicërima të shqetësuara (deutsch Unruhiges Gezwitscher) und Atdheun e kam në zemër (Meine Heimat trage ich im Herzen heraus) und veröffentlichte zudem die fünf Bücher
- Do ta blej nje qysh, 1984 (deutsch: Ich kaufe einen Großvater)
- Dy kembë ne nje kepucë, 1988 (Zwei Füße in einem Schuh)
- Korridoret e shpirtit, 2003 (Flure der Seele)
- Mollë e kafshuar, 2003 (Angebissener Apfel)
- Gjerdan malli, 2003 (Halskette der Sehnsucht)